# Agenzia Nazionale Stampa Associata
Agenzia Nazionale Stampa Associata (ANSA) Olaszország legjelentősebb hírügynöksége. Székhelye Rómában van. Olaszországban 22 kirendeltséggel rendelkezik. Irodái a világ 78 országában megtalálhatók. Naponta megközelítőleg 2000 hírt és sajtófotót közölnek.
A hírügynökséget 1945. január 15-én alapították. Elődje az 1853-ban Torinóban alapított Agenzia Telegrafica Stefani volt.

## Külső hivatkozások
- www.ansa.it